# Neue Kantstraße
Die Neue Kantstraße ist eine rund einen Kilometer lange Verbindungsstraße zwischen den Berliner Ortsteilen Charlottenburg und Westend des Bezirks Charlottenburg-Wilmersdorf. Sie verläuft von der Suarezstraße am Amtsgerichtsplatz über die Ostpreußenbrücke bis zum Messedamm, wo sie in die Masurenallee übergeht. Als Verlängerung der vom Breitscheidplatz kommenden Kantstraße erhielt sie ihren Namen am 27. August 1905 nach dem Philosophen Immanuel Kant. Am 20. Oktober 1966 wurde auch der Abschnitt der Masurenallee von der Ostpreußenbrücke bis zum Messedamm in Neue Kantstraße umbenannt. Der ursprüngliche Name des seinerzeitigen Bebauungsplans (Abt. V/3) war Straße 9d. Als Hauptverkehrsstraße verbindet die Neue Kantstraße zusammen mit der Kantstraße die City-West mit dem Funkturm und dem Messegelände.

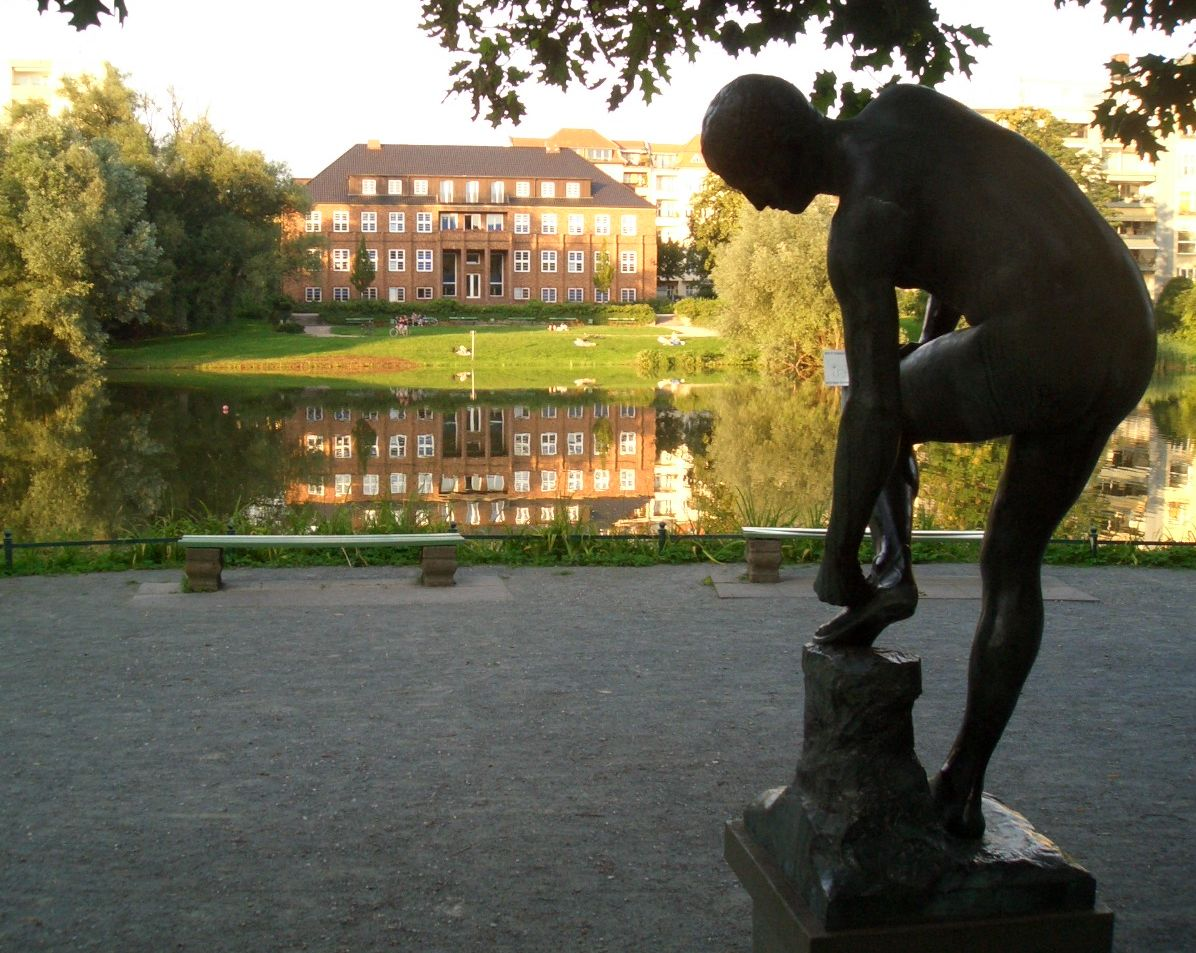
Blick über den Lietzensee zum Medienhaus

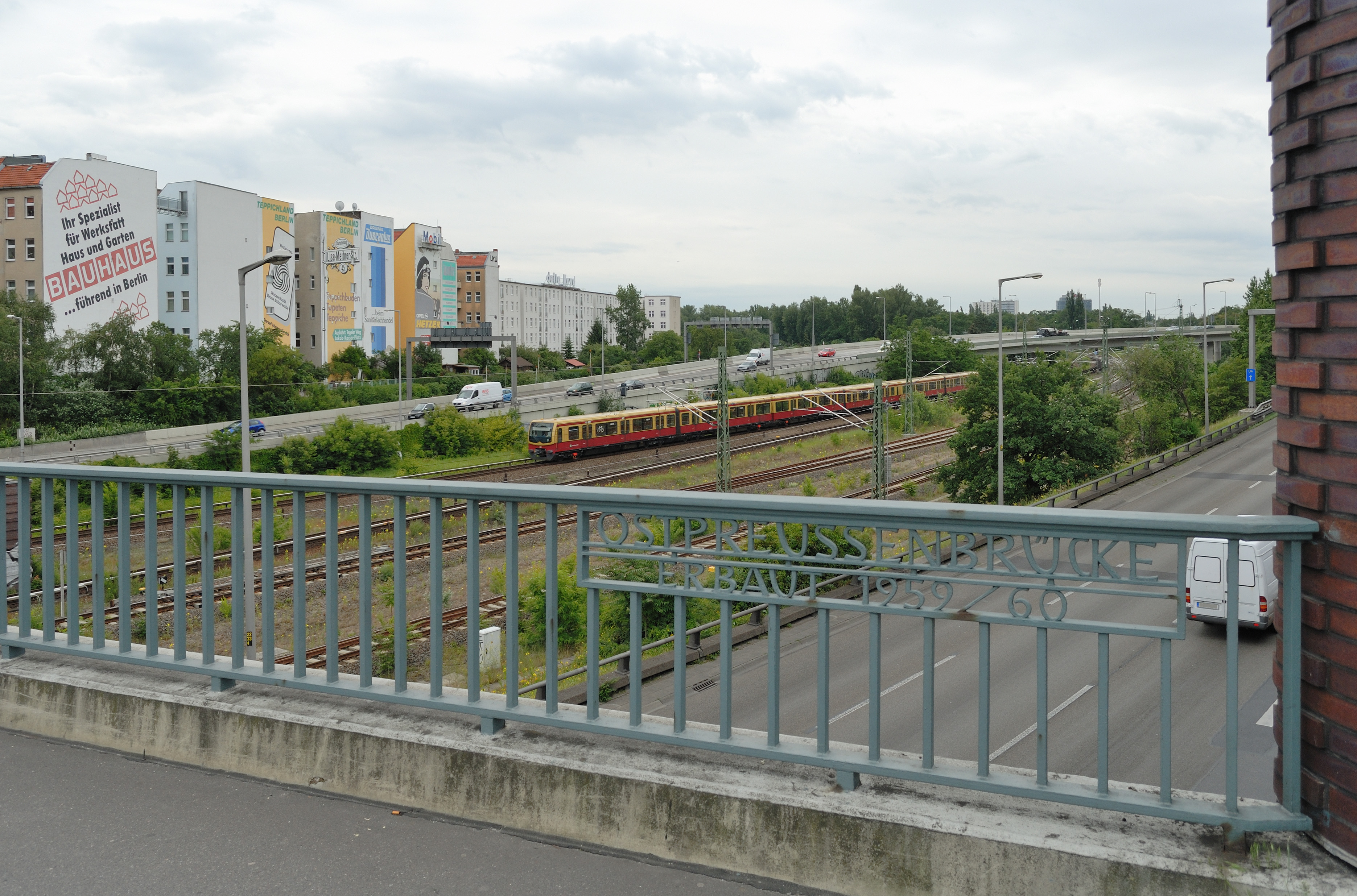
Blick von der Ostpreußenbrücke Richtung Süden auf den Stadtring und die Ringbahn

Ungefähr auf der Hälfte ihrer Länge überquert die Neue Kantstraße mit der Lietzenseebrücke den Lietzensee. Seit 1904 ist der See durch einen – seinerzeit für die Neue Kantstraße aufgeschütteten – Damm geteilt, der den See in eine Nord- und Südhälfte teilt. Beide Teile sind seit 1954 durch eine Unterführung miteinander verbunden.
Die Ostpreußenbrücke am westlichen Ende der Neuen Kantstraße überspannt auf einer Länge von rund 200 m die Ringbahn und die parallel hierzu verlaufenden Fahrbahnen des Stadtringes, die hier in der Umgebung des Autobahndreiecks Funkturm die höchste Verkehrsdichte aller Autobahnabschnitte Deutschlands aufweisen. Auf der nördlichen Seite der Brücke befindet sich der am 1. April 1916 dem Verkehr übergebene Zugang zum S-Bahnhof Messe Nord/ZOB. Unmittelbar am Ende der Straße befindet sich südlich das Internationale Congress Centrum (ICC) sowie auf der diagonal gegenüberliegenden Seite der Zentrale Omnibusbahnhof.